# Egbert Delpy
Egbert Delpy (* 28. September 1876 in Köln; † 7. Dezember 1951 ebenda) war ein deutscher Kunstschriftsteller, Kunstkritiker, Theaterkritiker und Zeitungsredakteur.

## Leben
Delpy studierte Kunstgeschichte, Musik und Philosophie in Bonn, Berlin und Heidelberg, wo er 1901 mit einer kunsthistorischen Arbeit promoviert wurde. Anschließender wurde er Korrespondent der Kölner Zeitung in Berlin. Danach war er in Berlin von 1904 bis 1908 Mitarbeiter der Woche und Tag und ab 1908/09 bei den Leipziger Neuesten Nachrichten in Leipzig als verantwortlicher Redakteur beschäftigt.
Delpy war auch Schachspieler und Schachkomponist. 1945 bis 1950 lebte er in Busdorf (bei Schleswig) und zog am 29. Januar 1951 nach Köln-Braunsfeld (Kornelimünsterstr. 10), wo er im selben Jahr verstarb.

## Schriften
- Mitarbeit an der von Georg Biermann herausgegebenen Buchreihe Stätten der Kultur.[1]
- Die Legende von der heiligen Ursula in der Kölner Malerschule. Kölner Verlagsanstalt 1901, 82 S. (= Dissertation Heidelberg 1901)
- Köln. (= Stätten der Kultur. Eine Sammlung künstlerisch ausgestatteter Städte-Monographien. Bd. 11.) Hrsg. von Dr. Georg Biermann. Buchschmuck von Loyse Amiet, Klinkhardt & Biermann, 1908, urn:nbn:de:bsz:14-db-id18718784034
- Leipzig als Kunststadt. 1913, 160 S.
- mit Bruno Héroux (Ill.): Gedenkblatt zu Bismarcks 100. Geburtstag. Sonderbeilage. der Leipziger Neuesten Nachrichten, 1. April 1915, Herfurth, Leipzig 1915.
- Hugo Höppener (Fidus). Zu seinem fünfzigsten Geburtstag am 8. Oktober. Zweiseitiger, großformatiger Journalausschnitt im Originaldruck von 1918. Mit einer Fotoabbildungen und acht Illustrationen nach der Werken von Fidus: [Anbetung der Hirten, Giordano Bruno, Beethoven. Aufschwung, Germania 1914, Die Tochter des Künstlers, Traum und In Allvaters Schoß.]
- Franz Karl Ginzkey (mit einem Vorwort von Egbert Delp)y: Der Gaukler von Bologna, Deutsche Buchgemeinschaft 1919.
- Joseph Hegenbarth. In: Illustrierte Zeitung. 1921, Bd. 157, Nr. 4060, S. 394.
- Höhenwege der Scherenschnittkunst. In: Die Schönheit. Jahresband 1922
- Bruno Héroux. Sein graphisches Werk bis op. 501. Bong, Berlin 1922.
- Festschrift zum 100-jährigen Bestehen der Firma C. E. Keyser, Leipzig 1922
- Da haben wir die Bescherung! … Nachdenkliches zum Hochhausbau am Augustusplatzes. Zeitungsartikel in Leipziger Neueste Nachrichten, Oktober 1928[2]
- Neuere Arbeiten von Alfred Liebig. mit einer Einleitung von Egbert Delpy, 1928
- Peter Rosegger: Heidepeters Gabriel – Eine Geschichte aus der Steiermark Vorwort von Egbert Delpy. Dt. Buchgemeinschaft, Berlin 1931, 406 S.
- Goethe in der Buchkunst der Welt. Leipz. N. Nachr. 28. u. 29. Mai 1932.
- mit Fritz Klimsch – Mit 67 Abbildungen, Rembrandt Verlag, 1942
- Mein Leipzig lob ich mir … Leipzig im Leben Goethes. Leipz. N. Nachr. 26. März 1943.